# تیهمتسا
تیهمتسا (به لاتین: Tihemetsa) یک منطقهٔ مسکونی در استونی است که در دهستان سارده واقع شده‌است.